# Erlbeck

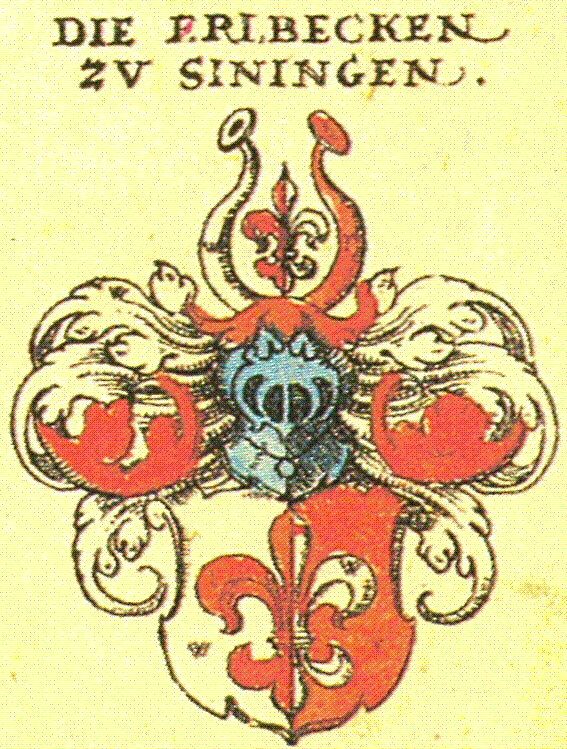
Wappen der Familie der Erlbeck zu Siningen nach Siebmachers Wappenbuch

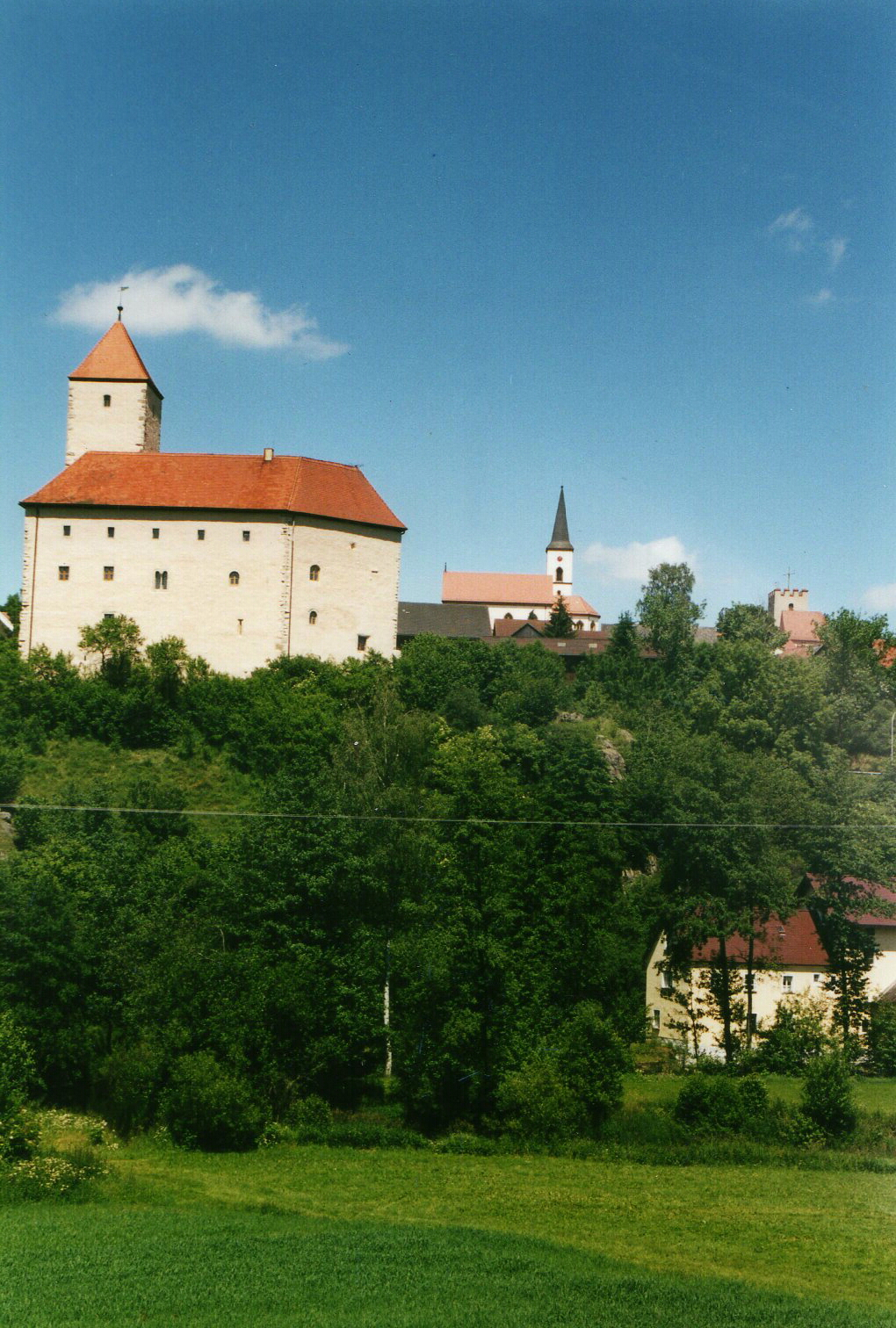
Gesamtansicht der Burg Trausnitz im Tal mit den beiden Gotteshäusern des Dorfes im Hintergrund

Die Familie der Erlbeck ist ein altes bayerisches Adelsgeschlecht.

## Erlbeck zu Sinning auf Etterzhausen
Nach dem bekannten Wappenbuch von Johann Siebmacher haben die Erlbeck zu Siningen das Wappen einer Lilie. Das Motiv ist senkrecht in zwei Hälften gespalten, wobei die Farben Rot und Silber im Wechsel dargestellt werden. Ob es sich bei Siningen um den Ortsteil Sinningen von Kirchberg an der Iller handelt, ist nicht bekannt. Seit 1590 besaß Hans Sigmund Erlbeck die Hofmark Etterzhausen, das bis 1750 im Familienbesitz verblieb.

## Erlbeck zu Trausnitz
Das Erbe der Erlbeck zu Trausnitz trat Mitte des 16. Jahrhunderts die Familie von Sparneck an, die etwa 150 Jahre die Burg Trausnitz im Tal besaß.
Die Familie von Erlbeck ist unmittelbar mit folgenden Geschlechtern verwandt: Lüchau, Sparneck.

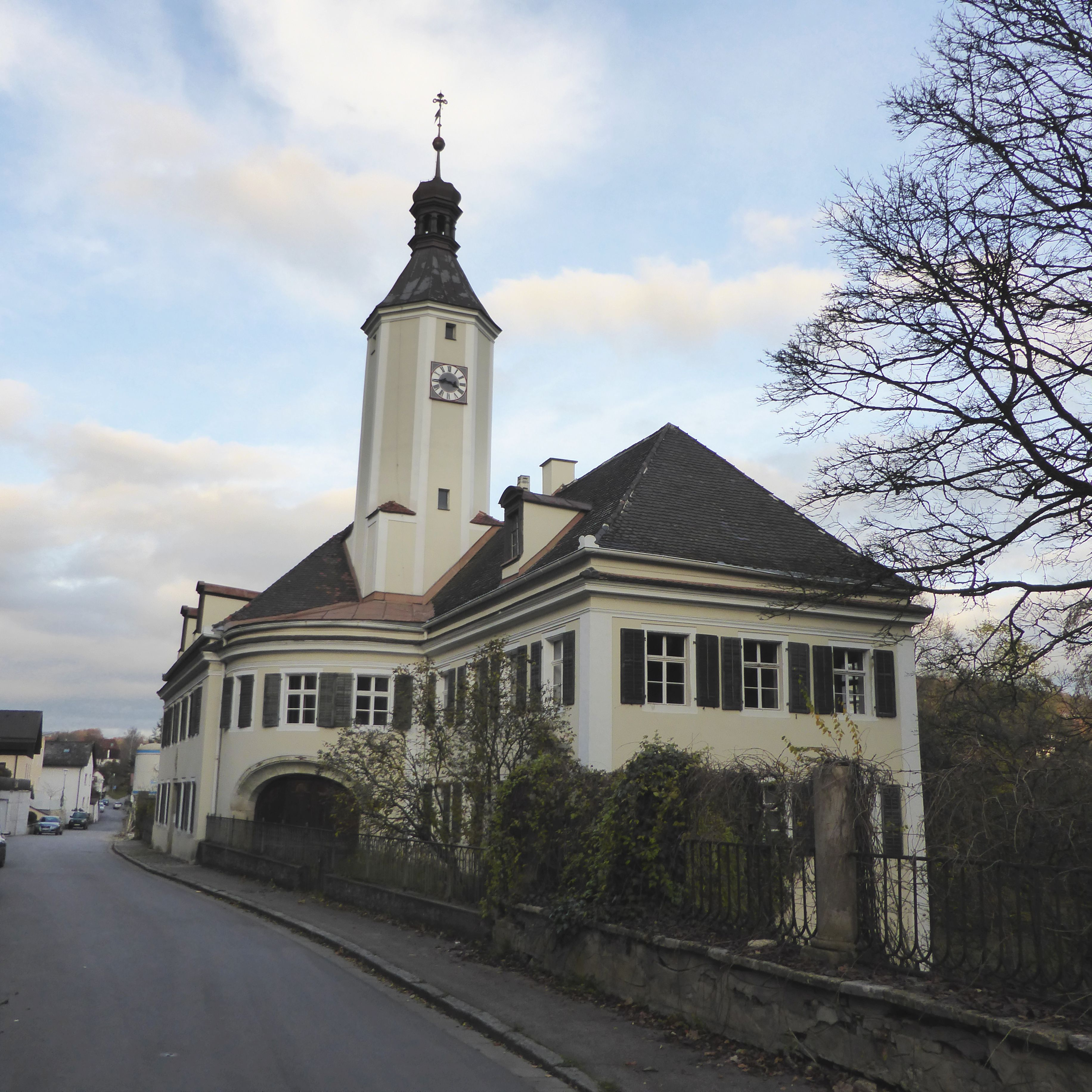
Schloss Etterzhausen (2014)

## Stammliste der Erlbeck von Sinning auf Etterzhausen
NN
1. Hans Sigmund (* um 1548, † 1590), Pfleger zu Laaber, Pfalz-Neuburgischer Rat, ⚭ 29. September 1577 Magdalena von Brandt zu Neidstein von Tännesberg († 1624) (2. Ehe ⚭ 1594, Nikolaus von Sparrenberg, † 1600; 3. Ehe ⚭ Georg Haußner aus Schmidmühlen, † 1612)
  1. Madalena
  2. Friedrich
  3. Wolfgang Wilhelm
  4. Hans Sigmund
  5. Philipp Ludwig (* 27. Juli 1583, † 21. Februar 1647), 1. Ehe ⚭ 1607, Barbara Haller von Hallerstein (* 20. Juli 1581, † 22. März 1615), Tochter des Hans Jakob von Hallerstein, 2. Ehe ⚭ Katharina von Gängl († 1662 oder 1670), Tochter des Martin Gängel und seiner Frau Eva Stieber von Buttenheim
    1. Eva Magdalena
    2. Barbara Martha
    3. Anna Sophia
    4. Eva Katharina
    5. Adam Philipp (* 26. Februar 1642, † 11. Februar 1729), ⚭ Anna Catharina Jägenreuther (* 1. November 1651, † 16. August 1708), Tochter des Hans Adam Jagenreuther, Freiherr zu Pernau, und seiner Frau Margaretin Freiin zu Schrattenbach. Sie erwarben um 1660 in Regensburg ein mittelalterliches Patrizierhaus östlich neben der Hausburg Goldenes Kreuz auf dem Haidplatz. Bis 1781 blieb das Haus im Besitz weiterer Familienmitglieder und erhielt 1670 direkten Anschluss an das Brunnenwasser. Durch Vermietung von Räumen an Reichstagsgesandte konnten gute Einnahmen erzielt werden. 1742 stürzte der Turm des Hauses ein und die Reparatur kostete dem damaligen Eigentümer Wolfgang Christian (Christoph ?) von Erlbeck mehr als 20.000 Gulden. 1776 kam das Haus an fünf Kinder einer Henriette von Erlbeck. Der Vormund der Kinder verkaufte das Haus am 27. Dezember 1781 an den Regensburger Kaufmann Georg Friedrich von Dittmer, der das Haus zunächst zu einem Vorläufer und in einem zweiten Schritt 1781–1785 zum heutigen Thon-Dittmer-Palais[2] umbauen ließ.
      1. Erasmus Siegfried (* 22. Februar 1672, † 7. August 1676)
      2. Philipp Ludwig (* 7. Juni 1675, † minorenn)
      3. Erasmus Adam (* 7. Januar 1677)
      4. Wilhelm Philipp (* 4. Februar 1679)
      5. Wolfgang Christoph (* 2. Januar 1686, † nach 1750), Besitzer der Hofmark und Schloss Etterzhausen, ultimus familiae auf Etterzhausen
      6. Anna Elisabeth ⚭ Johann Hektor von Fischbach
        1. Friedrich von Fischbach, fälschlich als Friedrich von Erlbeck, genannt Fischbach bezeichnet, 1746 Herr auf Etterzhausen, ⚭ Wilhelmine Maria Friederica von Erlbeck von Sinning, geb. Freiin von Reitzenstein auf Niederfällbach und Etterzhausen († 1. Juli 1775, (2. Ehe ⚭ 8. November 1772, Freiherr Sigmund von Wildenau, Richter zu Burglengenfeld))

      7. Elisabeth (* 13. Dezember 1683, † 1753), ⚭ Hans Teuffel von Birkensee und Pettendorf
      8. Friedrich (* 31. Januar 1698)
      9. Friedrich Motz (* 28. Dezember 1688)
      10. Isabella (* 8. November 1690)
      11. Maria Katharina (* 20. Januar 1693)